# امیر رستگاری
امیر رستگاری (زاده ۲۳ آذر ۱۳۴۲ تهران) دریادار ارتش جمهوری اسلامی ایران است، که هم‌اکنون به‌عنوان مدیرعامل صنایع الکترونیک ایران و معاون وزیر دفاع و پشتیبانی نیروهای مسلح فعالیت می‌کند.
رستگاری فعالیت نظامی را از سال ۱۳۶۱ و در خلال جنگ ایران و عراق از نیروی دریایی ارتش ایران آغاز کرد. وی از ۱۳۸۵ تا ۱۳۹۰ رئیس کارخانجات نداجا بود، از ۱۳۹۰ تا ۱۳۹۲ معاونت هماهنگ‌کننده نیروی دریایی ارتش (ریاست ستاد نیروی دریایی) را برعهده داشت و از ۱۳۹۲ تا ۱۴۰۰ رئیس سازمان صنایع دریایی و معاون وزیر دفاع و پشتیبانی نیروهای مسلح بود.